# 울산혜인학교
울산혜인학교(蔚山惠仁學校)는 울산광역시 중구 약사동에 있는 공립 특수학교이다.

## 연혁
- 2008년 3월 1일 : 개교